# Le Vaudioux
Le Vaudioux là một xã trong vùng hành chính Franche-Comté, thuộc tỉnh Jura, quận Lons-le-Saunier, tổng Champagnole. Tọa độ địa lý của xã là 46° 41' vĩ độ bắc, 05° 55' kinh độ đông. Le Vaudioux nằm trên độ cao trung bình là 655 mét trên mực nước biển, có điểm thấp nhất là 540 mét và điểm cao nhất là 848 mét. Xã có diện tích 6.01 km², dân số vào thời điểm 2006 là 166 người; mật độ dân số là 28 người/km².

## Thông tin nhân khẩu
| 1962 | 1968 | 1975 | 1982 | 1990 | 1999 |
| ---- | ---- | ---- | ---- | ---- | ---- |
| 80   | 115  | 123  | 145  | 147  | 168  |

## Địa điểm tham quan
Nhà thờ của Le Vaudioux được xây dựng trong thế kỉ thứ 19.